# Kenneth Macheth
Kenneth Macheth († vor 15. Juni 1215) war ein schottischer Rebell. Er war der letzte bekannte Angehörige der Familie Macheth, von der seit den 1120er Jahren mehrere Angehörige führend an Rebellionen gegen die schottischen Könige beteiligt gewesen waren.
Kenneth war ein Sohn von Aed Macheth, der während einer Rebellion 1186 im Kampf gegen Unterstützer von König Wilhelm I. gestorben war. Wie sein Vater beanspruchte er als Nachfahre von Malcolm Macheth den Titel des Earl of Ross, den König Wilhelm nach dem Tod von Malcolm 1168 nicht mehr vergeben hatte. Möglicherweise unterstützte Kenneth bereits 1211 die Rebellion von Guthred Macwilliam gegen Wilhelm I., die aber 1212 niedergeschlagen wurde. 1215 unterstützte er Guthreds Bruder Donald Ban Macwilliam. Die Rebellen griffen Unterstützer von König Alexander II., dem jungen Sohn und Nachfolger von Wilhelm I., in Nordschottland an. Angeblich soll die Rebellion in Moray begonnen haben, doch wahrscheinlicher griffen die Rebellen zunächst in Ross Anhänger des Königs an. Der König sammelte daraufhin ein Heer und zog nach Norden. Dabei traf er jedoch am 15. Juni 1215 den gälischen Häuptling Ferchar Mactaggert. Dieser hatte selbst ein Aufgebot in Ross aufgestellt und im Mai oder Juni die Rebellen geschlagen. Die Führer der Rebellion, darunter Donald Ban Macwilliam und Kenneth Macheth, waren getötet worden. Mactaggert präsentierte dem König ihre abgetrennten Köpfe.
Nach Kenneths Tod ist von der Familie Macheth nichts mehr bekannt. Angeblich soll der in Caithness ansässige Clan MacKay auf die Familie zurückzuführen sein, was aber nicht sicher belegt werden kann. Der Titel Earl of Ross wurde vom König zwischen 1221 und 1226 an Ferchar Mactaggert vergeben.